# Metalobosia holophaea
Metalobosia holophaea là một loài bướm đêm thuộc phân họ Arctiinae, họ Erebidae.